# Кубушка

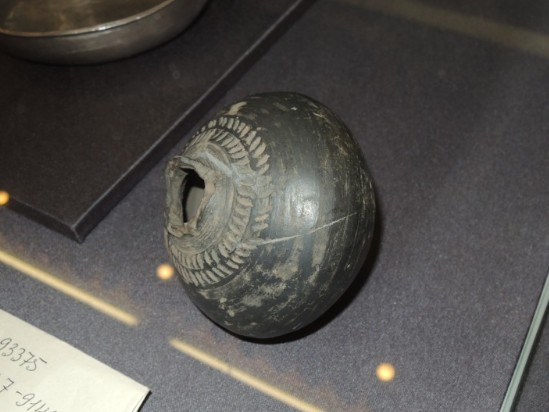
Кубушка, 17 століття, ДІМ

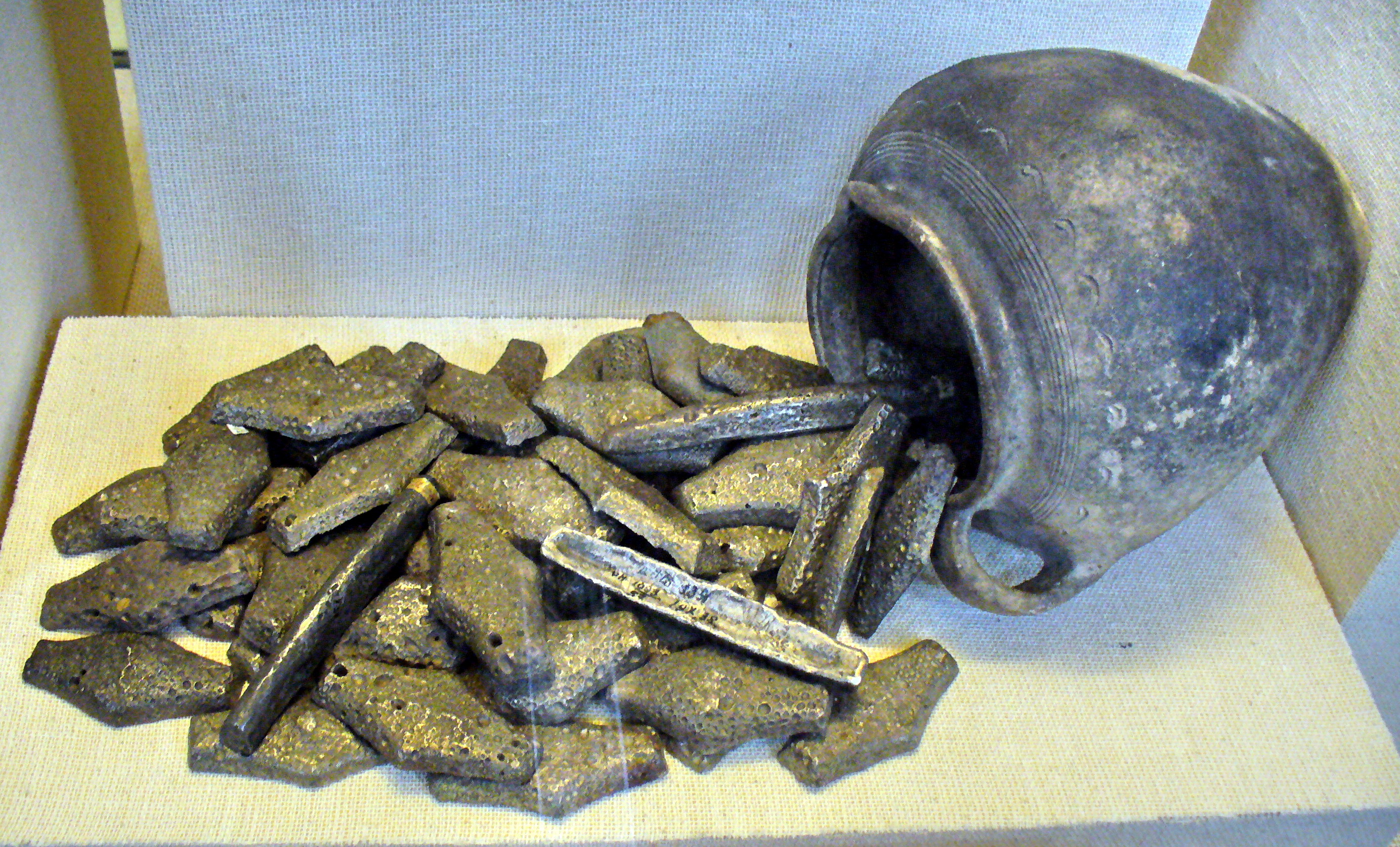
Скарб. Київ. XII—XIII століття, ДІМ

Кубу́шка (від прасл. *kubъ, пор. «кубок», «джбан») — східнослов'янська глиняна посудина, характерними ознаками якої є широкі боки при вузькому горлі, пузата посудина з шийкою. Іноді мала ручку.
Використовувалися для зберігання грошей, через що слово стало синонімом скарбнички.
Велике число кубушок трапляється серед археологічних знахідок як посуд, використовуваний для скарбів. За формою і розмірами мають багато варіацій: як правило «лускові» скарби розташовуються в маленьких кубушках, які поміщаються на долоні руки. П'ятакові скарби, як правило, розміщалися у великих посудинах і горщиках.